# Jaguar (напиток)
«Jaguar» (с англ. — «Ягуа́р», сленг. «Я́га») — слабоалкогольный газированный энергетический напиток с содержанием (по объёму) этилового спирта 7 % (ранее выпускался также с 9 % и 5,5 %). Выпускается в России с 2003 года компанией Happyland. Исключительные права на производство и реализацию принадлежат зарегистрированной в Великобритании компании «IBB Ltd.». Также существует линейка безалкогольных энергетических напитков под тем же брендом.

## Состав

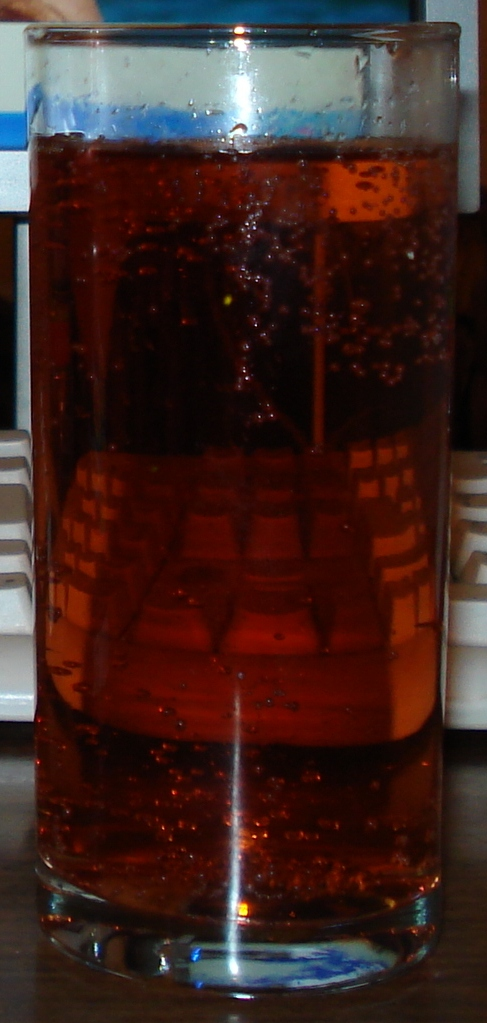
Внешний вид напитка

Состав (в порядке убывания массы компонентов): вода, сахар, спирт этиловый, лимонная кислота, экстракт из листьев мате, таурин, кофеин, красители: карамель, антоцианин, кармин, натуральный ароматизатор Терпкость, различные витамины.
100 мл напитка содержат:
- углеводы 11,5 г
- кофеин 30 мг
- таурин 40 мг
- витамины B1, B6 и PP ≈ 0,11 мг[5]

Энергетическая ценность — 100,4 ккал.
С 2018 года из всех напитков полностью был убран энергетик, также было урезано соотношение других веществ с целью экономии.

## Производство
В марте 2007 года был начат выпуск напитка Jaguar Light с пониженным содержанием алкоголя — 5,5 %, и отсутствием таурина в составе. Банка с этим напитком имела белый цвет, в противоположность тёмному цвету у классического напитка. Позднее Jaguar Light был заменён на другой напиток — Jaguar Ultra Light, с содержанием алкоголя 7 % и пониженным содержанием калорий.
В августе 2010 года на Украине напиток начал экспортироваться под брендом Jaguaro крепостью в 7 %. Цвет банки соответствует оригинальному, с несколько изменёнными пропорциями.
В 2011 году напитки крепостью в 7 % появились и в России, и постепенно заменили собой девятиградусные (однако к десятилетию торговой марки был также осуществлён выпуск и оригинального девятиградусного напитка ограниченным тиражом).
В 2011 году был начат выпуск нового напитка Jaguar Gold, с тем же объёмным содержанием этанола в 7 %, однако обладающий цитрусовым вкусом и содержащим апельсиновый сок с объёмной долей в 10 %.
Начиная с 2018 года продажа алкогольных напитков с энергетиком запрещена во всех регионах страны.

## Отражение в искусстве
- Рэпер Сява посвятил данному напитку песню «Ягуар»[11].
- Noize MC написал песню на мотив Word Up! и выступил с ней на фестивале «Jaga Fest», который проходил в поддержку напитка. В песне «Ягуар» сравнивался с героином[12].